# The Devil to Pay (film fra 1920)
The Devil to Pay er en amerikansk stumfilm fra 1920 af Ernest C. Warde.

## Medvirkende
- Roy Stewart som Cullen Grant
- Robert McKim som Brent Warren
- Fritzi Brunette som Dare Keeling
- George Fisher som Larry Keeling
- Evelyn Selbie
- Joseph J. Dowling som George Roan
- Richard Lapan som Dick Roan
- Mark Fenton som Jernigan
- William Marion som Potter